# Будинок творчої архітектурної майстерні «Вісак»
Монолітний-каркасний житловий будинок творчої архітектурної майстерні «Вісак» (головний архітектор В. М. Ісак) реалізований у 2000-х – першій половині 2010-х роках у Києві в 4 комплексах, усього 11 секцій.

## Опис
Будинок квадратний у пляні шириною 6 кроків. Крок в осях 3,6 м, крайні колони розвернуті, утворюючи крок 4,5 м. Висота поверху 3,3 м. Пізнаваною рисою проєкту є опукле дугою суцільне скління шириною в 4 кроки і висотою менше головного об'єму будівлі на трьох фасадах. З четвертої фасади будинок має еркер з четвертим пожежним ліфтом і бальконом незадимлених сходів. Згідно українських будівельних норм будинок такої поверховості має три ліфти (один з них вантажопасажирський) і двоє сходів. Останній поверх надбудови круглий із куполом. Балькони помешкань відсутні.

## будинки в 3А мікрорайоніОболоні
У ЖК «Оаза» зведено чотири 25-поверхові будинки по проспекту Івасюка: № 2г з двох секцій, 2008 р.; № 4а, 2007; № 6а з двох секцій, 2008; № 8а, 2007. Особливістю будинків є дуги на останніх поверхах і відсутність куполів над круглою надбудовою.

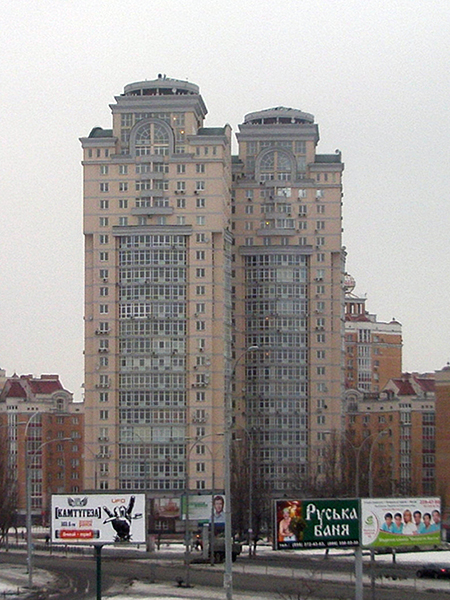
просп. Івасюка, 2г
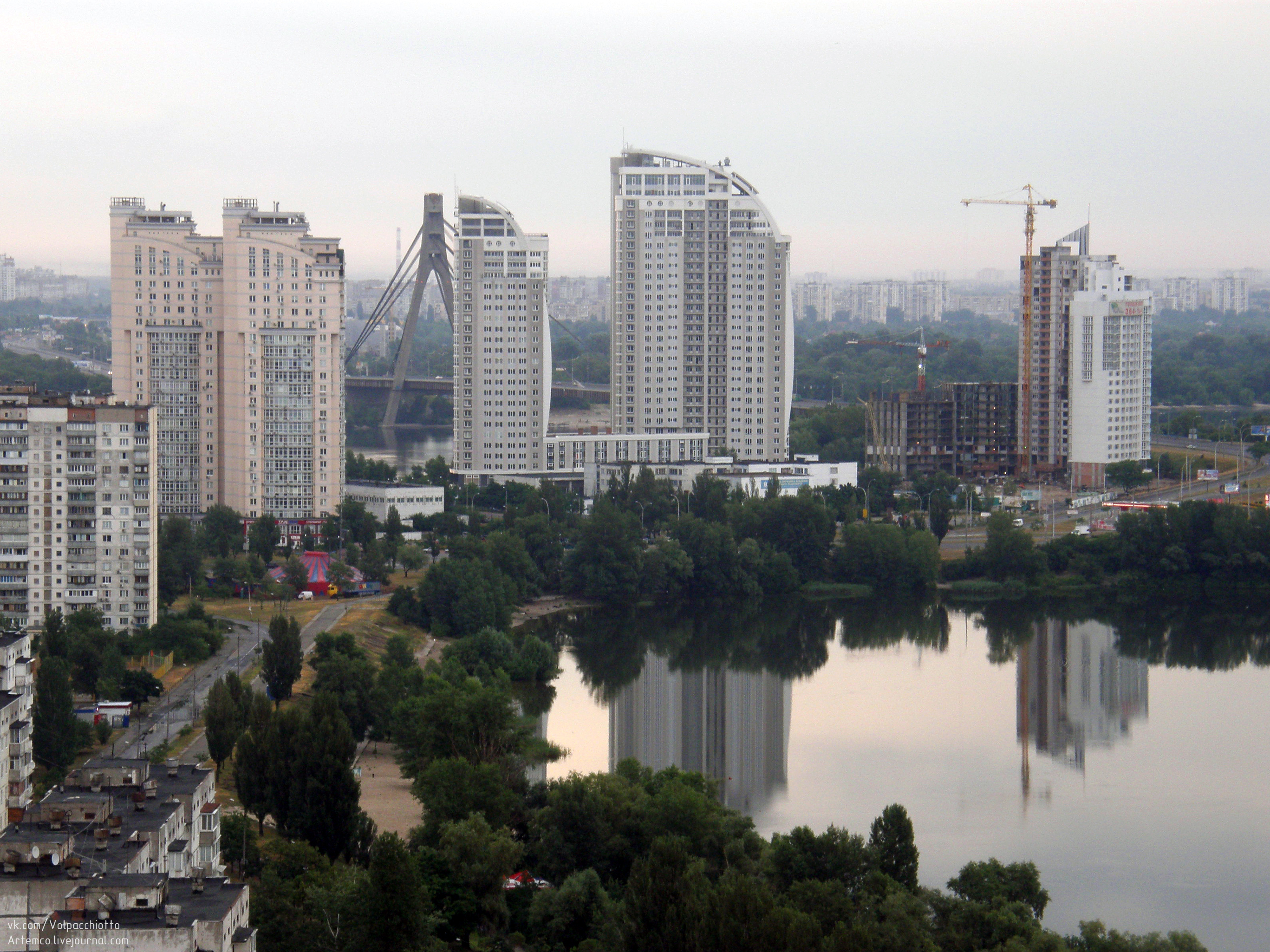
просп. Івасюка, 2г, Оболонська наб., 1 і ЖК «Паркстоун»
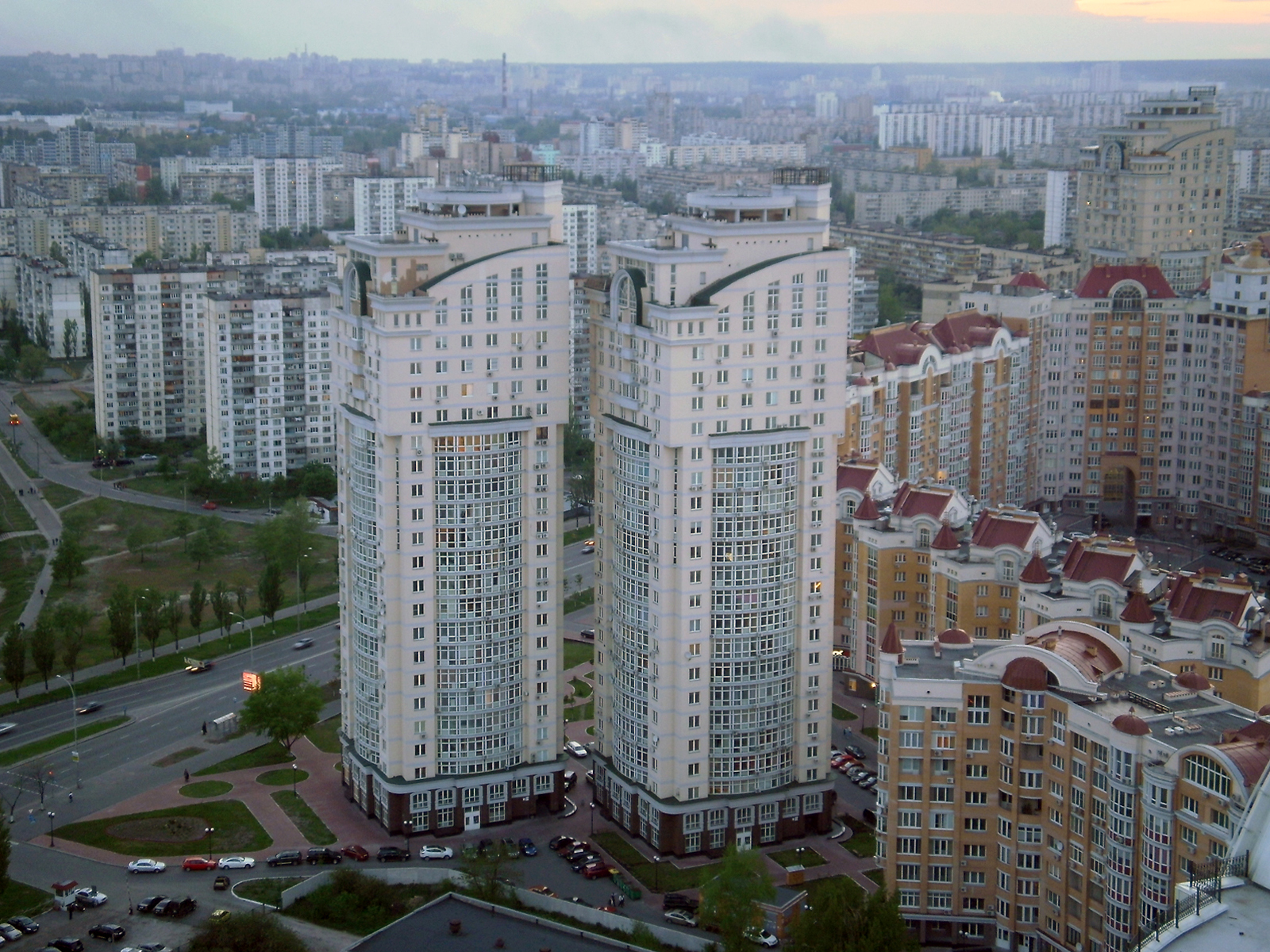
просп. Івасюка, 2г; у правому куті світлини № 4а
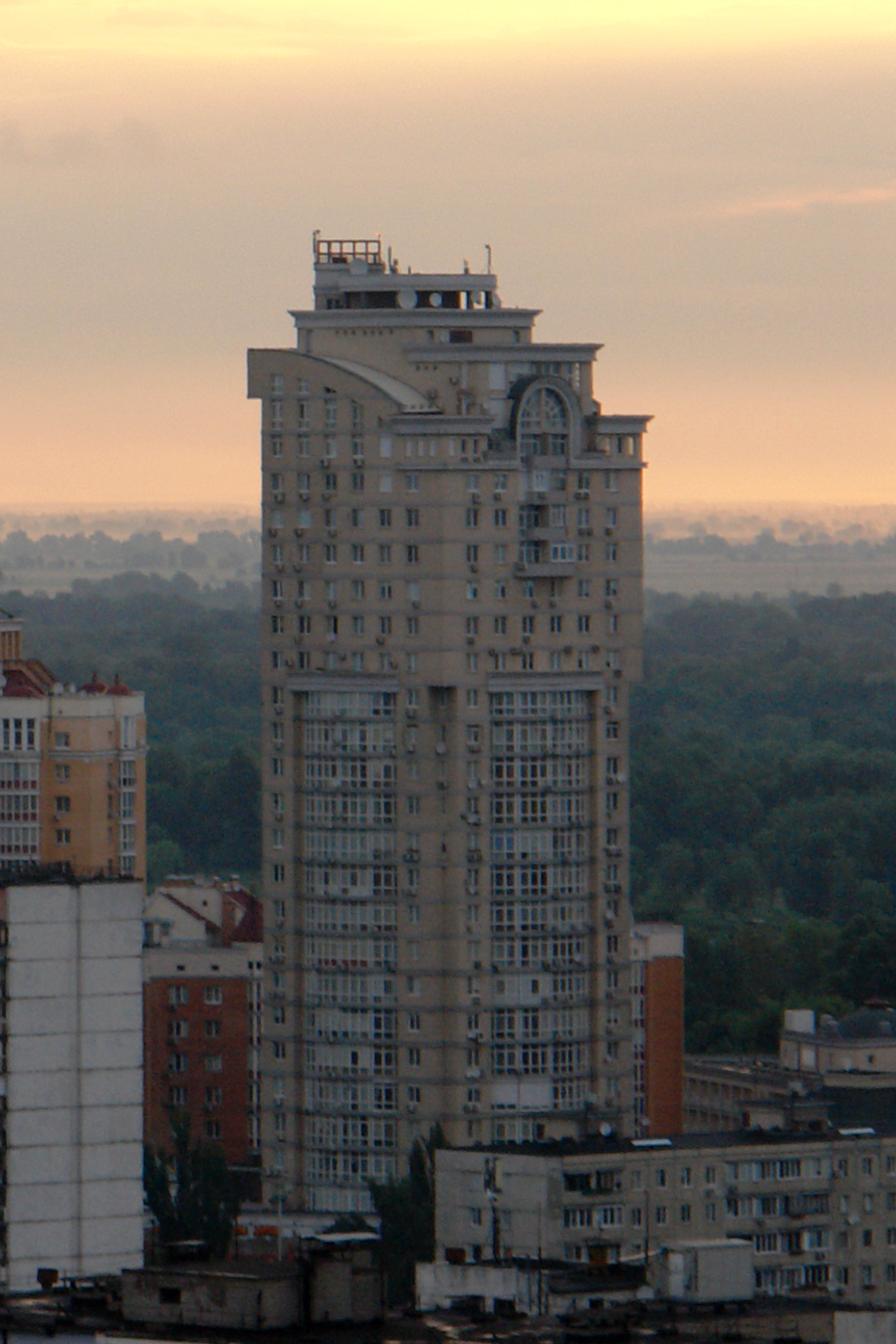
просп. Івасюка, 8а
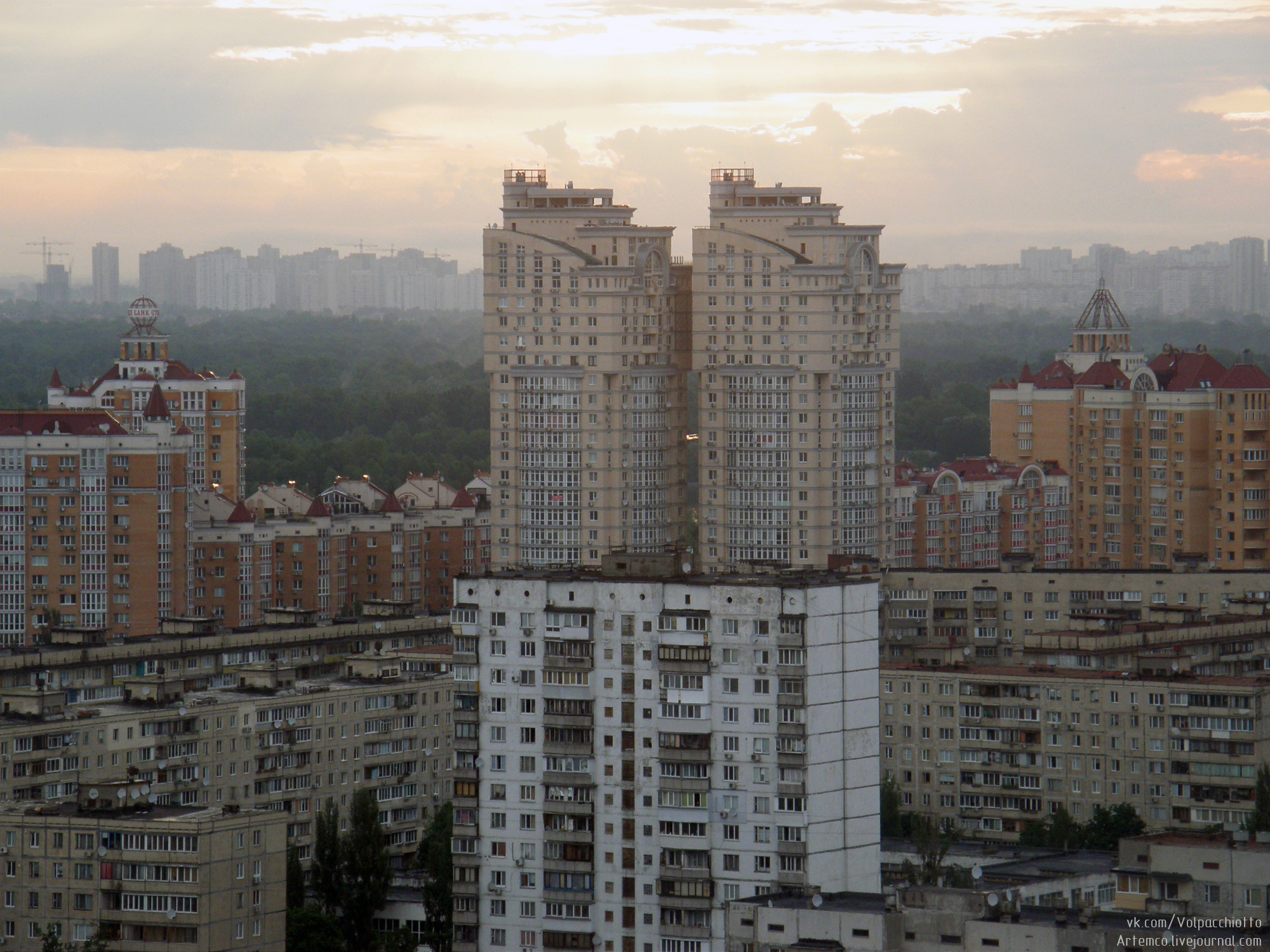
просп. Івасюка, 6а; на передньому пляні панельний будинок серії БПС-6
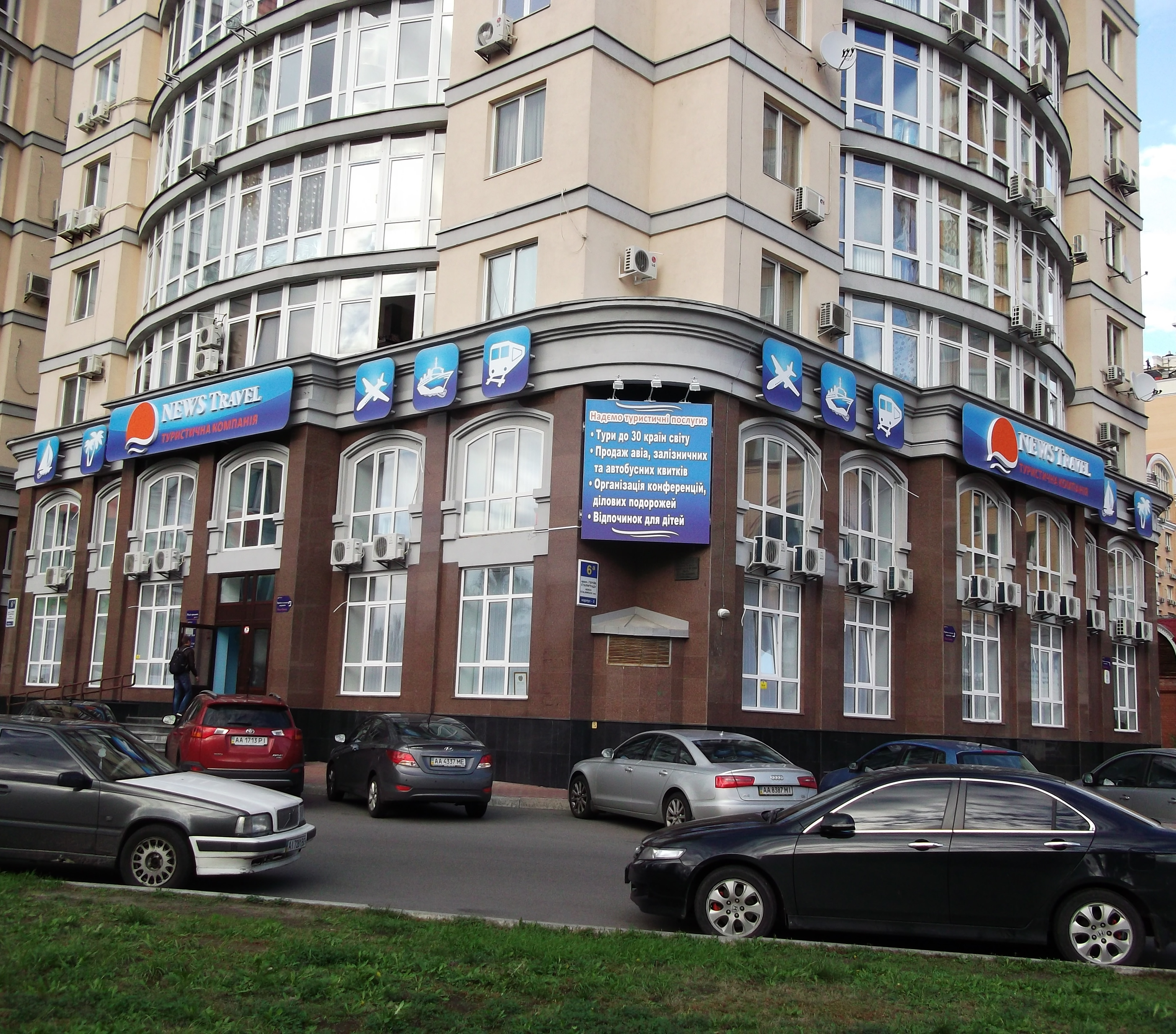
просп. Івасюка, 6а, перші два офісні поверхи

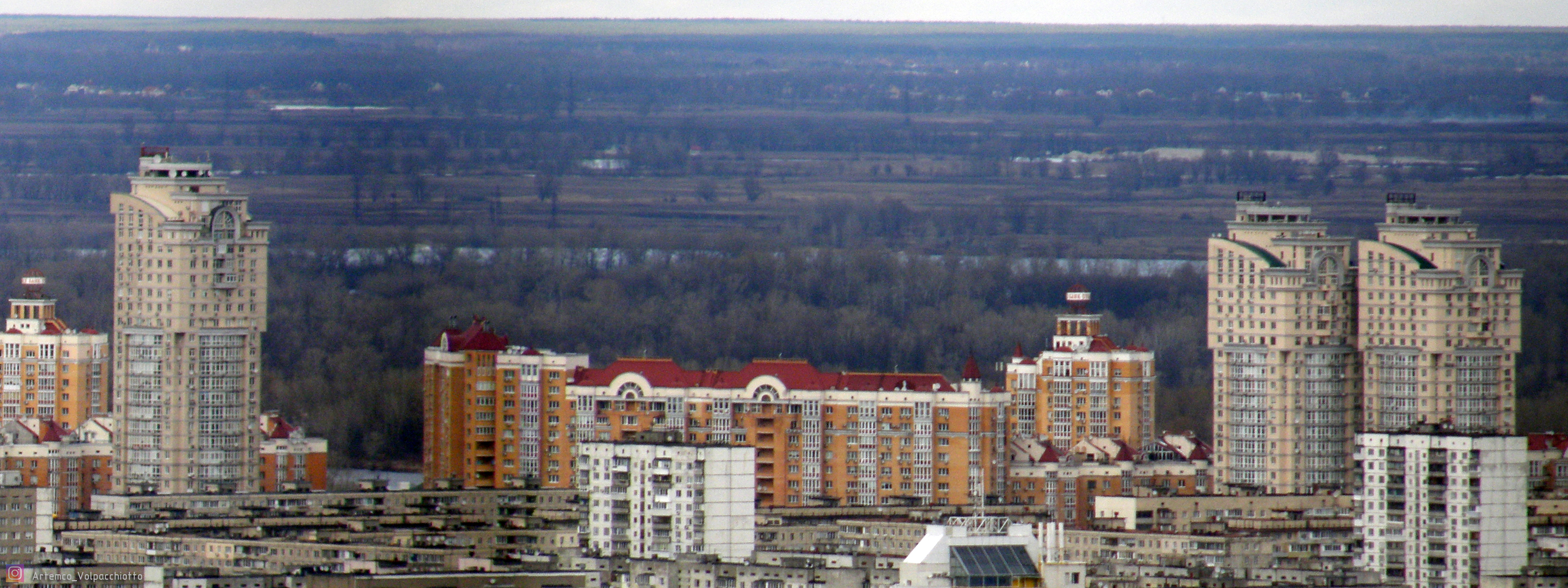
висотні домінанти просп. Івасюка, 8а і 6а
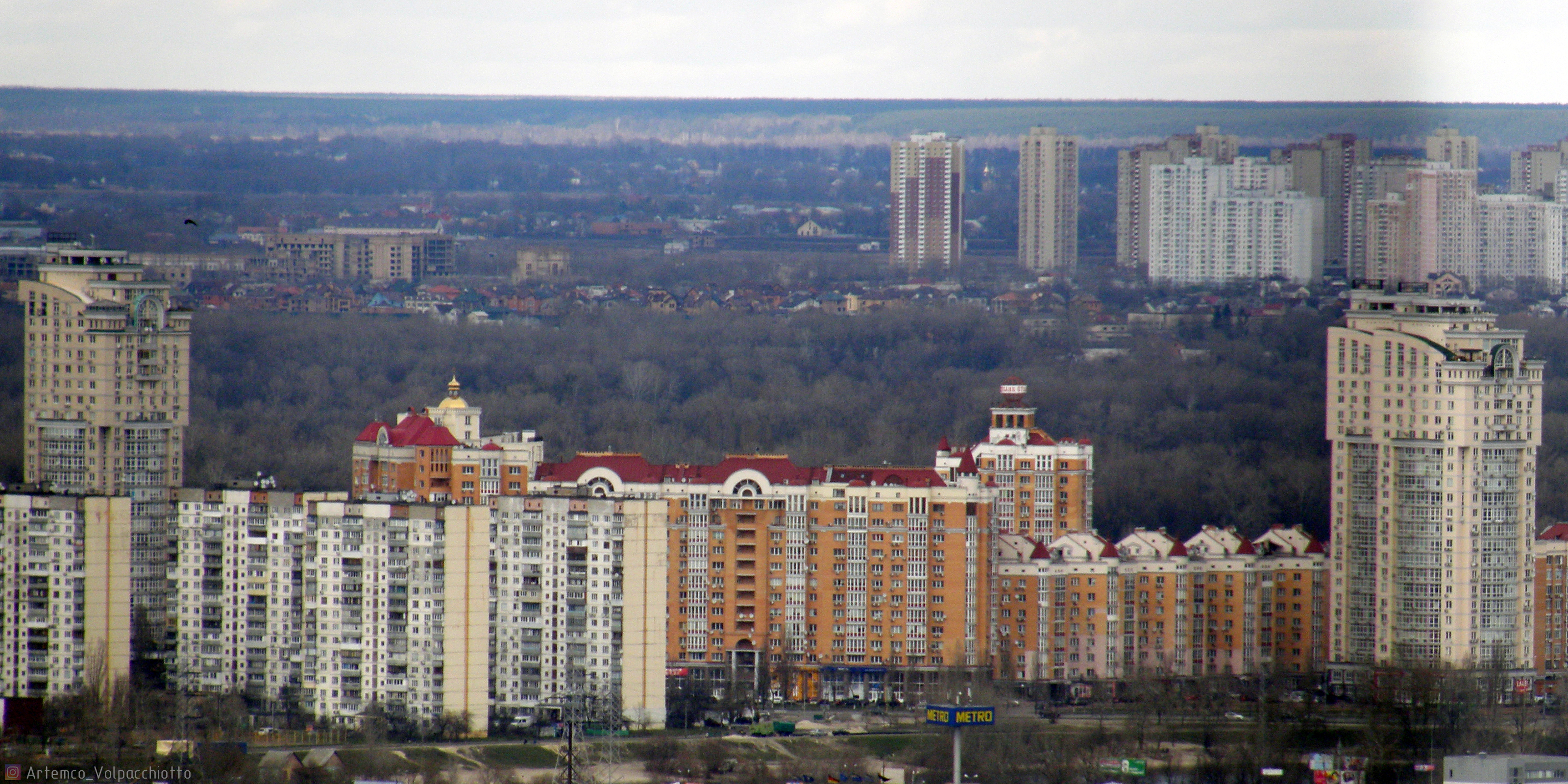
Висотні домінанти просп. Івасюка, 4а і 2г. Ліворуч на передньому пляні група будинків серії БПС-6 по вул. Приозерній

## ЖК «Смарт-плаза Політех»
Будівництво 24-поверхових будинків №№ 26 і 26а по Берестейському проспекту було розпочато у 2005, зупинено у 2010, відновлено у 2016 зі зміненим проєктом і закінчено у 2017. Торгівельно-розважальний центр (№ 24), що з'єднав житлові будинки, відкрито у 2018.

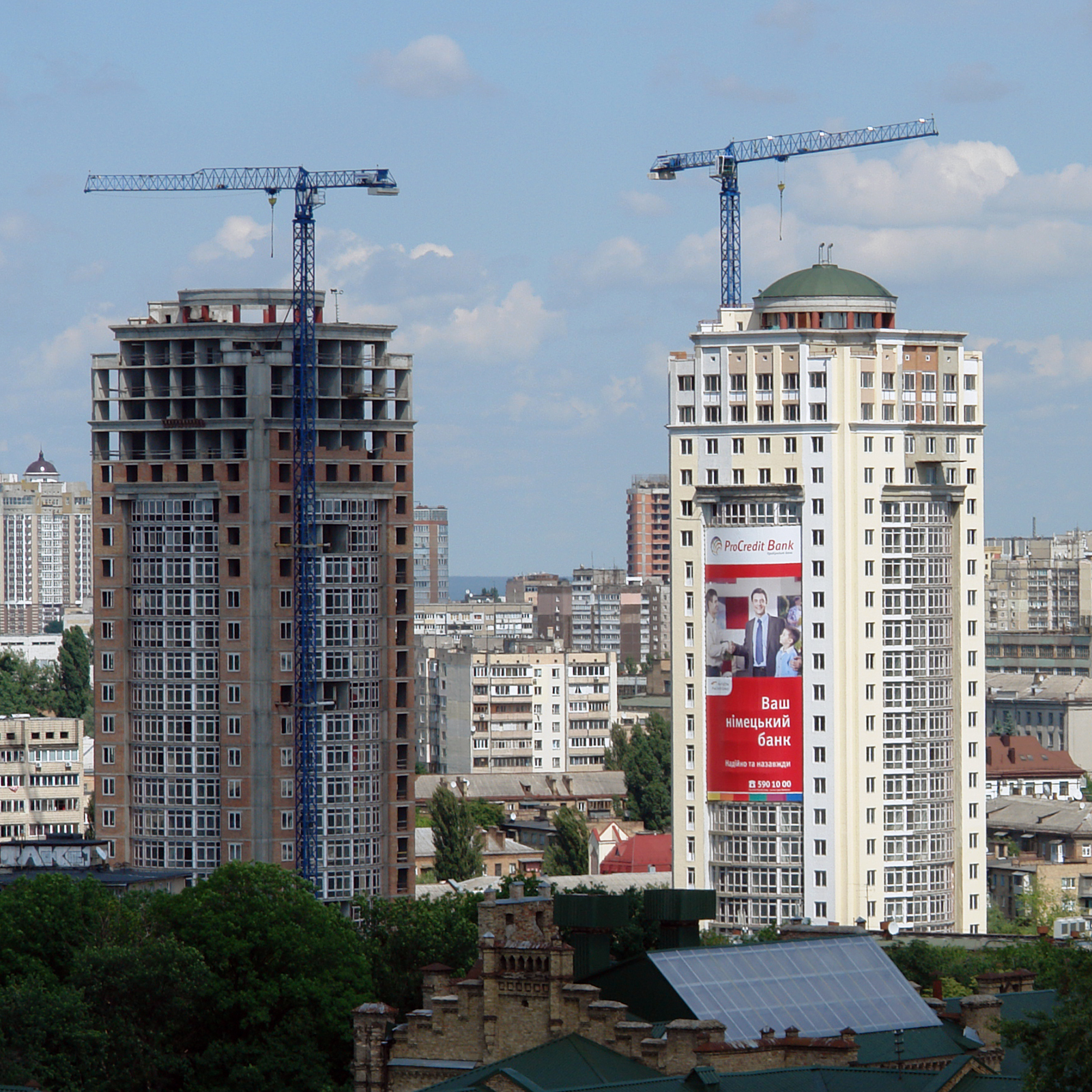
недобудовані будинки у 2013 р.
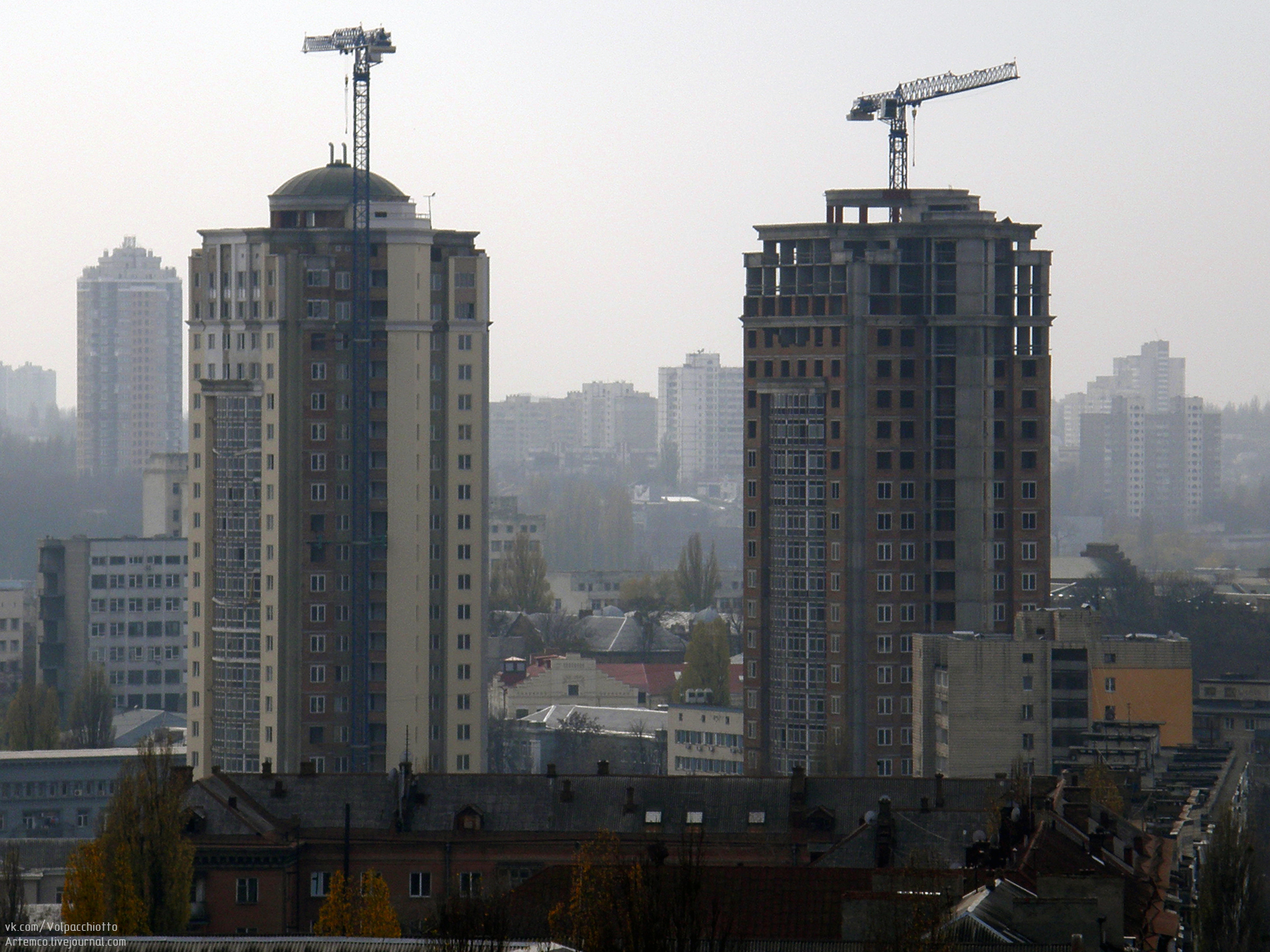
недобудовані будинки у 2013 р.
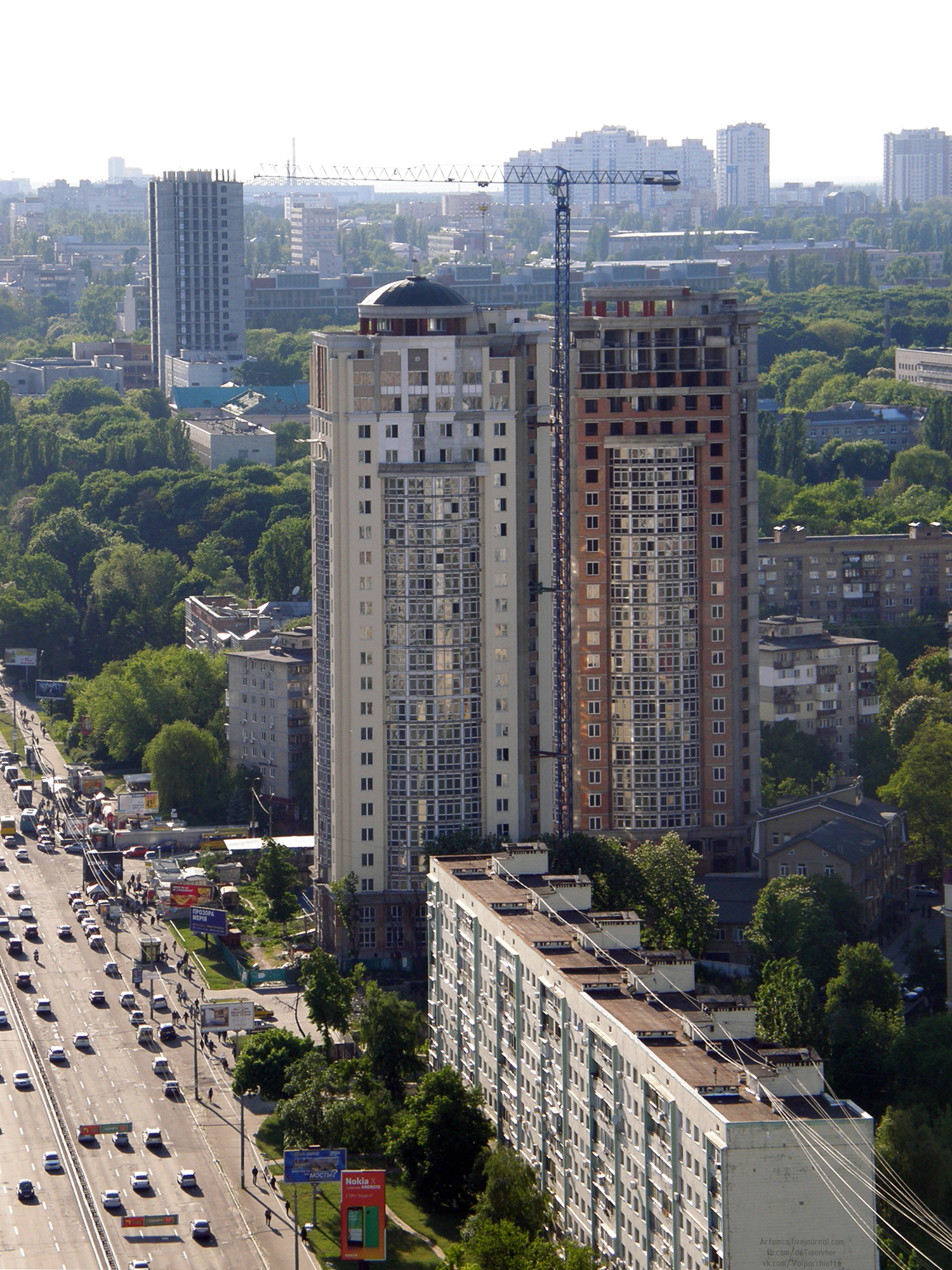
недобудовані будинки у 2014 р.
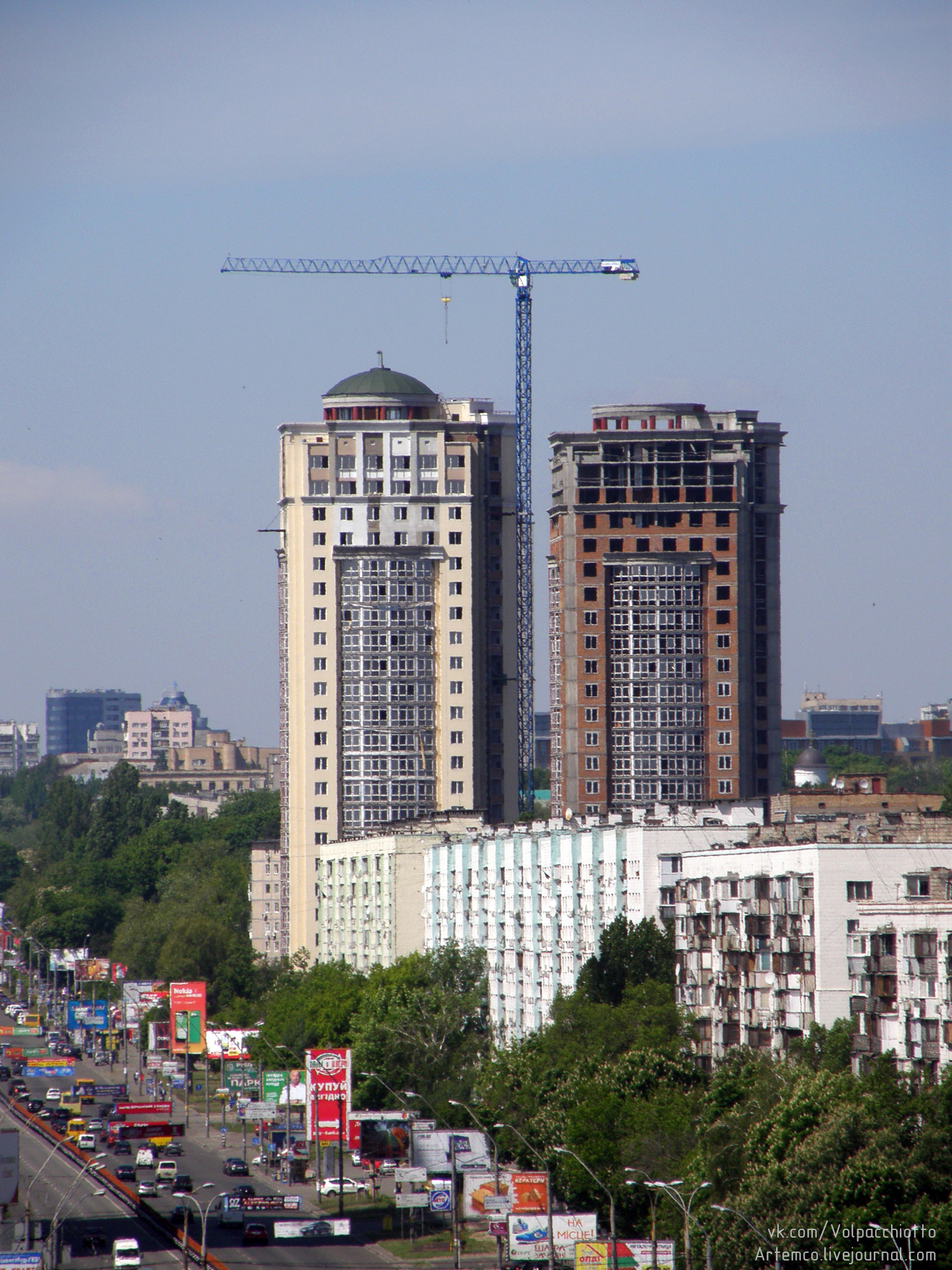
недобудовані будинки у 2014 р.
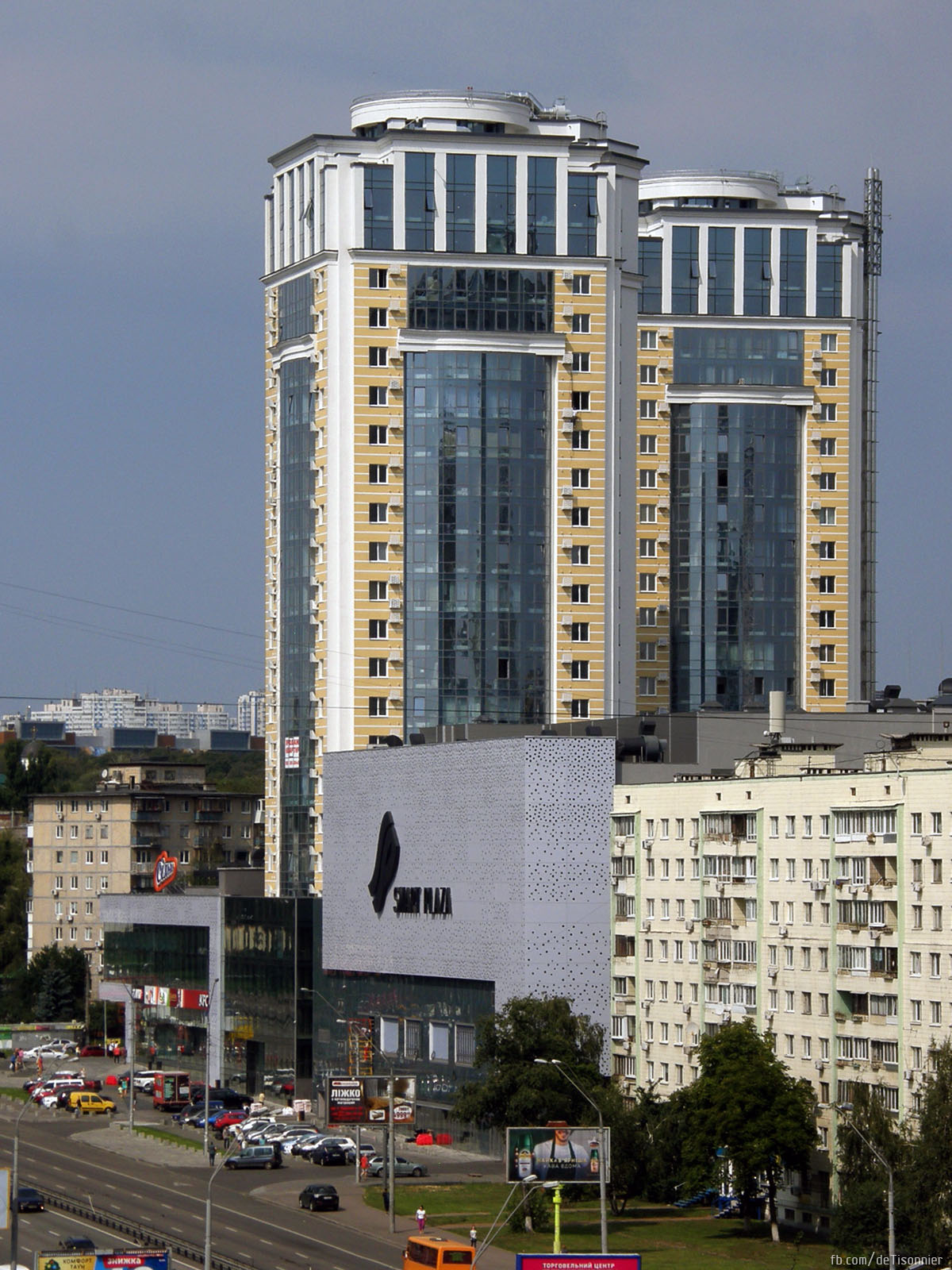
побудовані будинки у 2018 р.
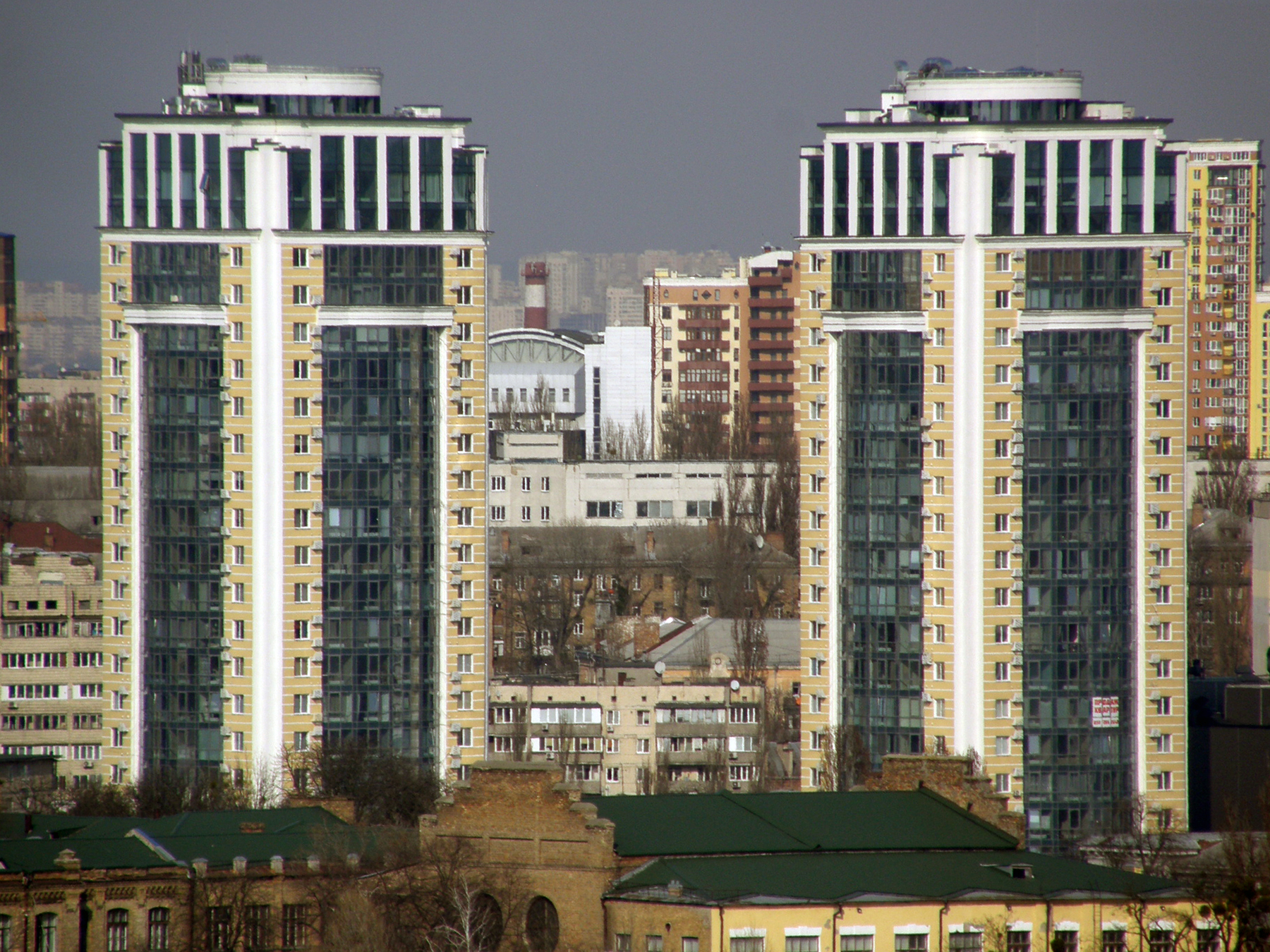
побудовані будинки у 2019 р.

## вул. Дмитрівська, 80 і 82
Два будинки: 25-поверховий № 80 і 21-поверховий № 82, побудовані в 2007–2009 рр., 4-поверхова офісна будівля по червоній лінії вулиці — в 2010. Будинок № 80 має загальну площу 12063 м², 96 помешкань, загальну площу помешкань 8944 м² і житлову 5278 м². Будинок № 82 — загальну 10060 м², 82 помешкання, загальну площу помешкань 7691 м² і житлову 4496 м².

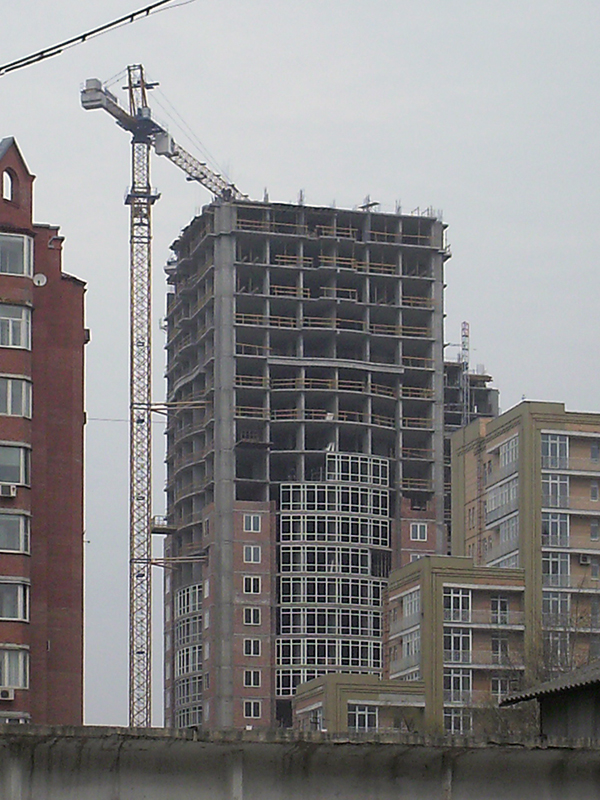
будівництво будинку № 80, 2008 р.
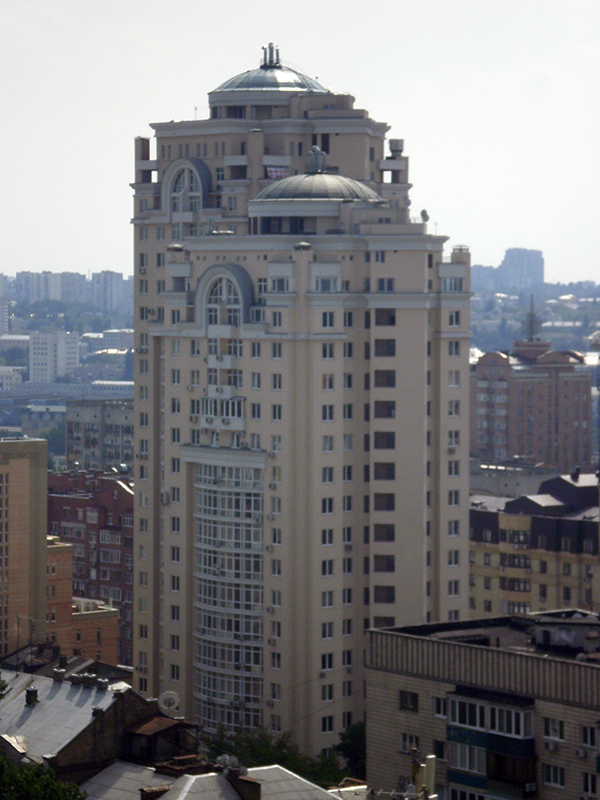
№№ 82 і 80
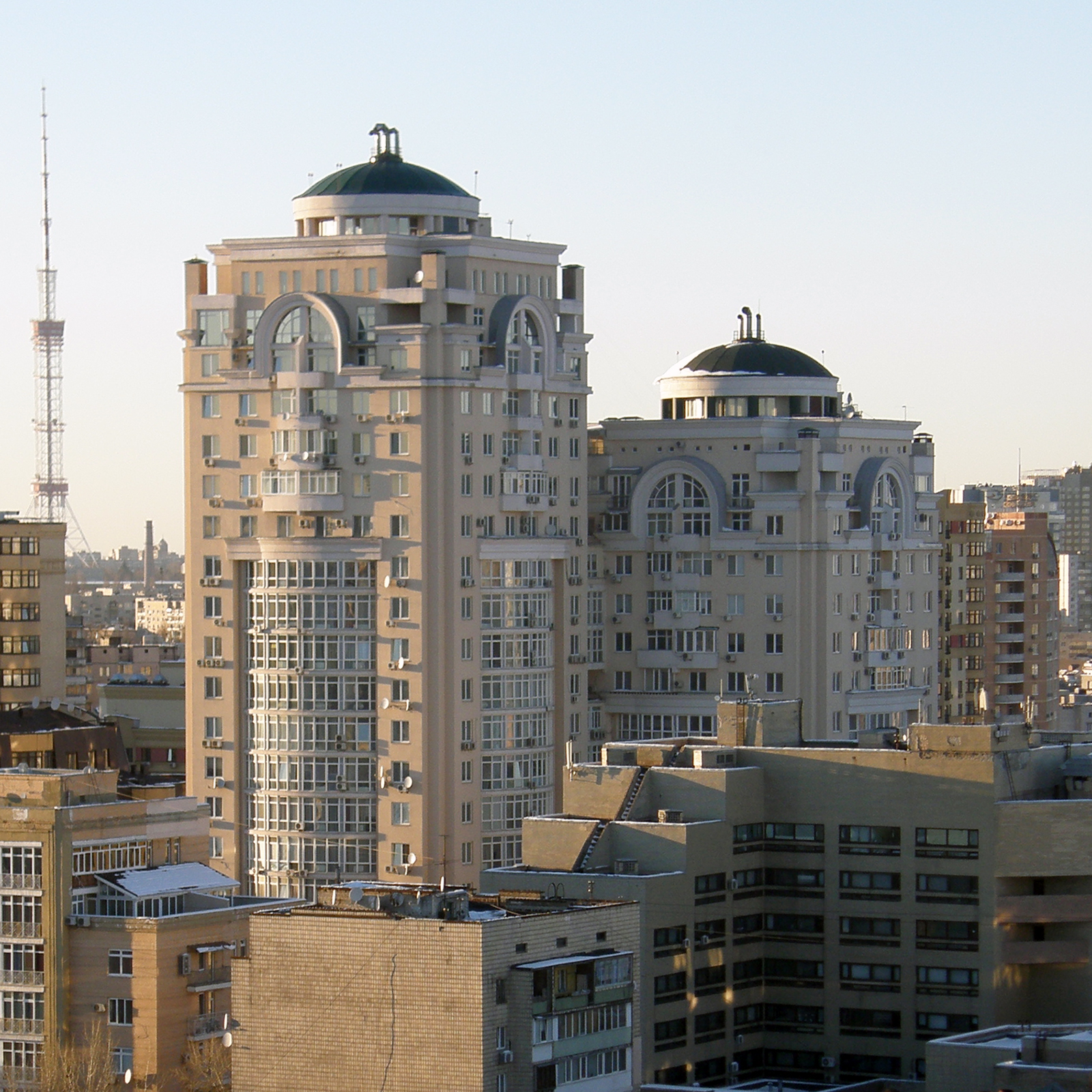
№№ 80 і 82
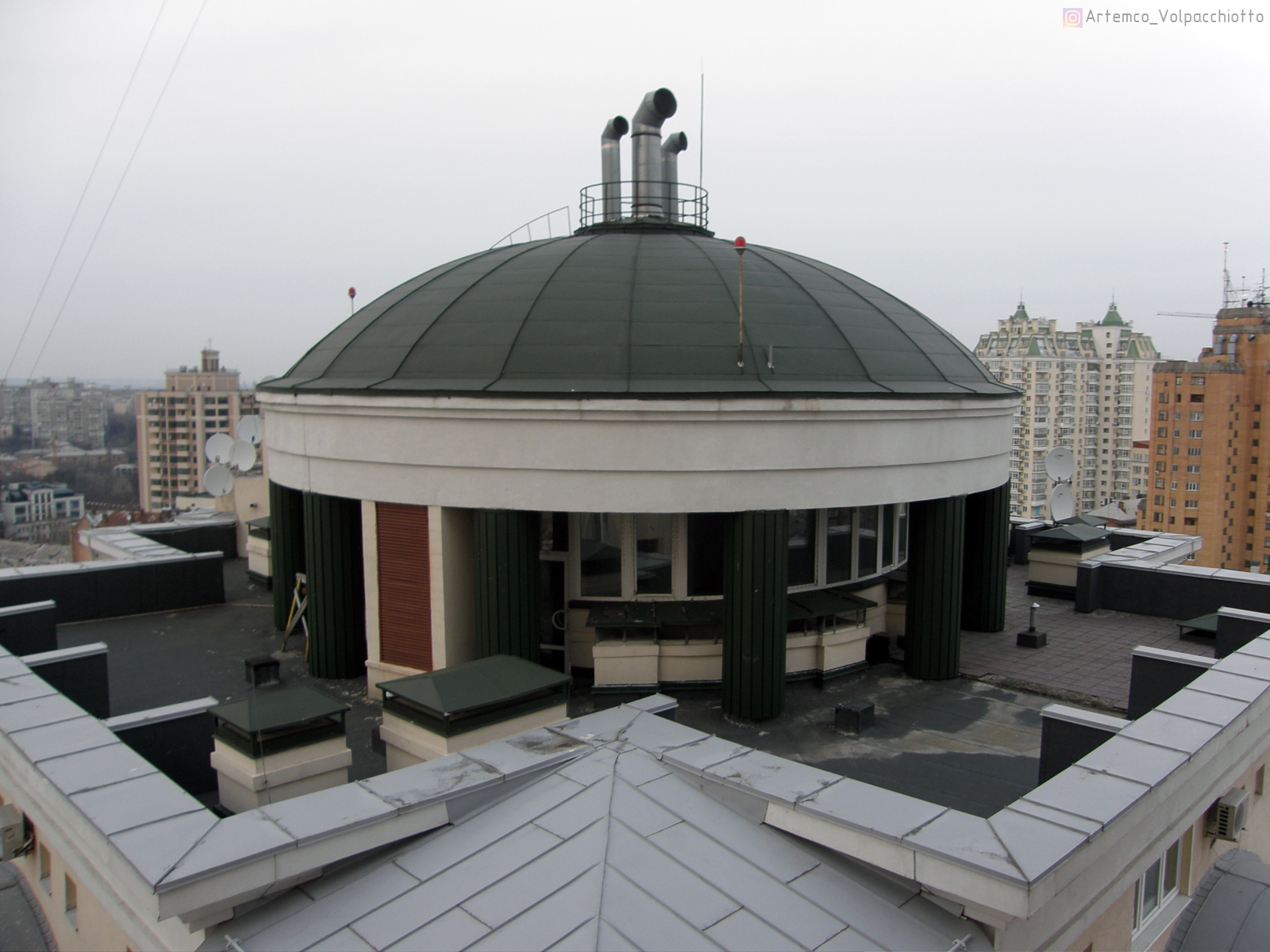
купол будинку № 82
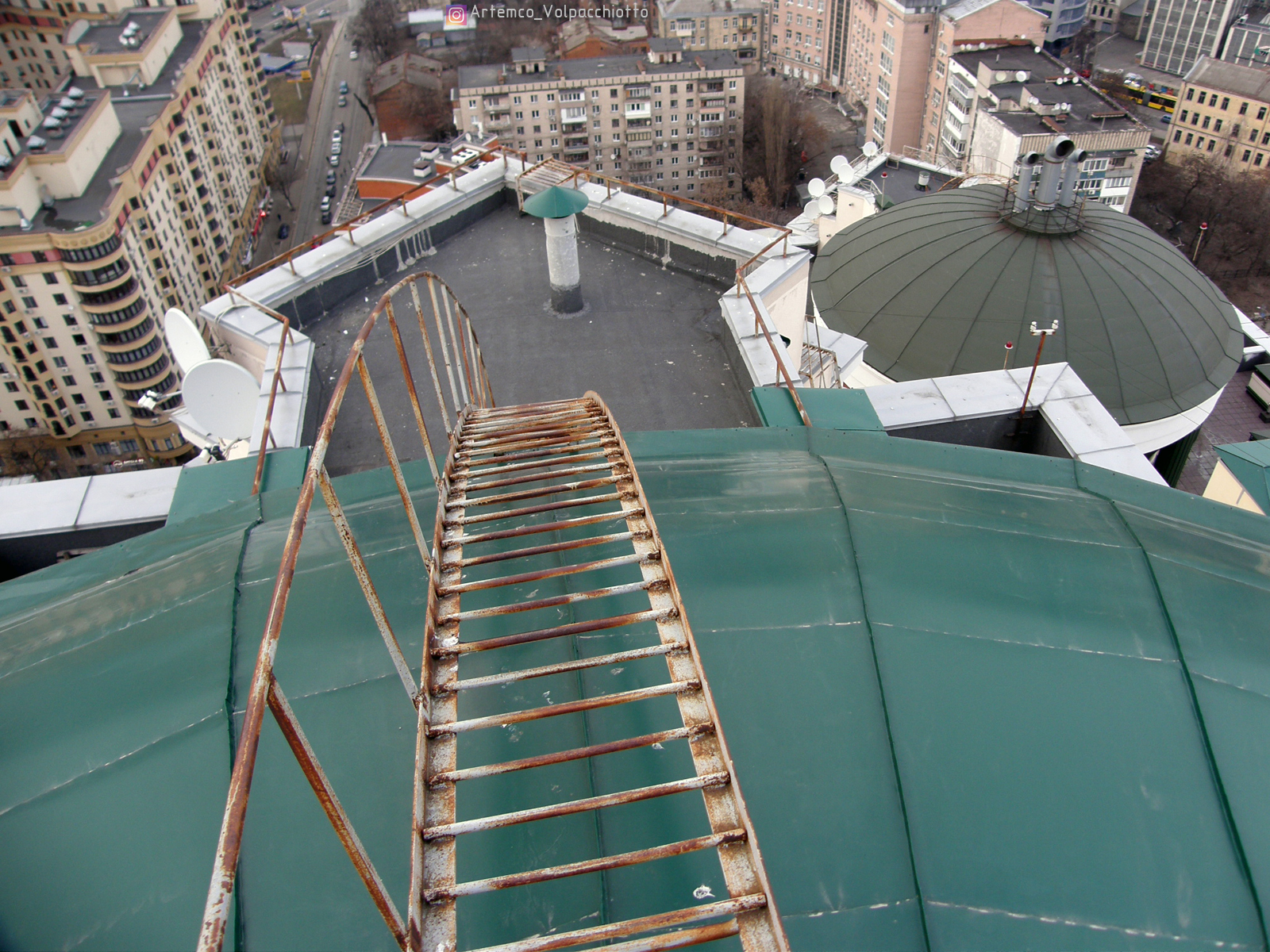
вид з куполу будинка № 80 на дах еркеру

## Оболонь-тауер
25-поверховий будинок за адресою Оболонський проспект, 54 побудований у 2010–2015. На початку будівництва мав назву Халтон-тауер. У будинку 128 помешкань, загальна площу  9126 м², житлова площа квартир 4854 м².

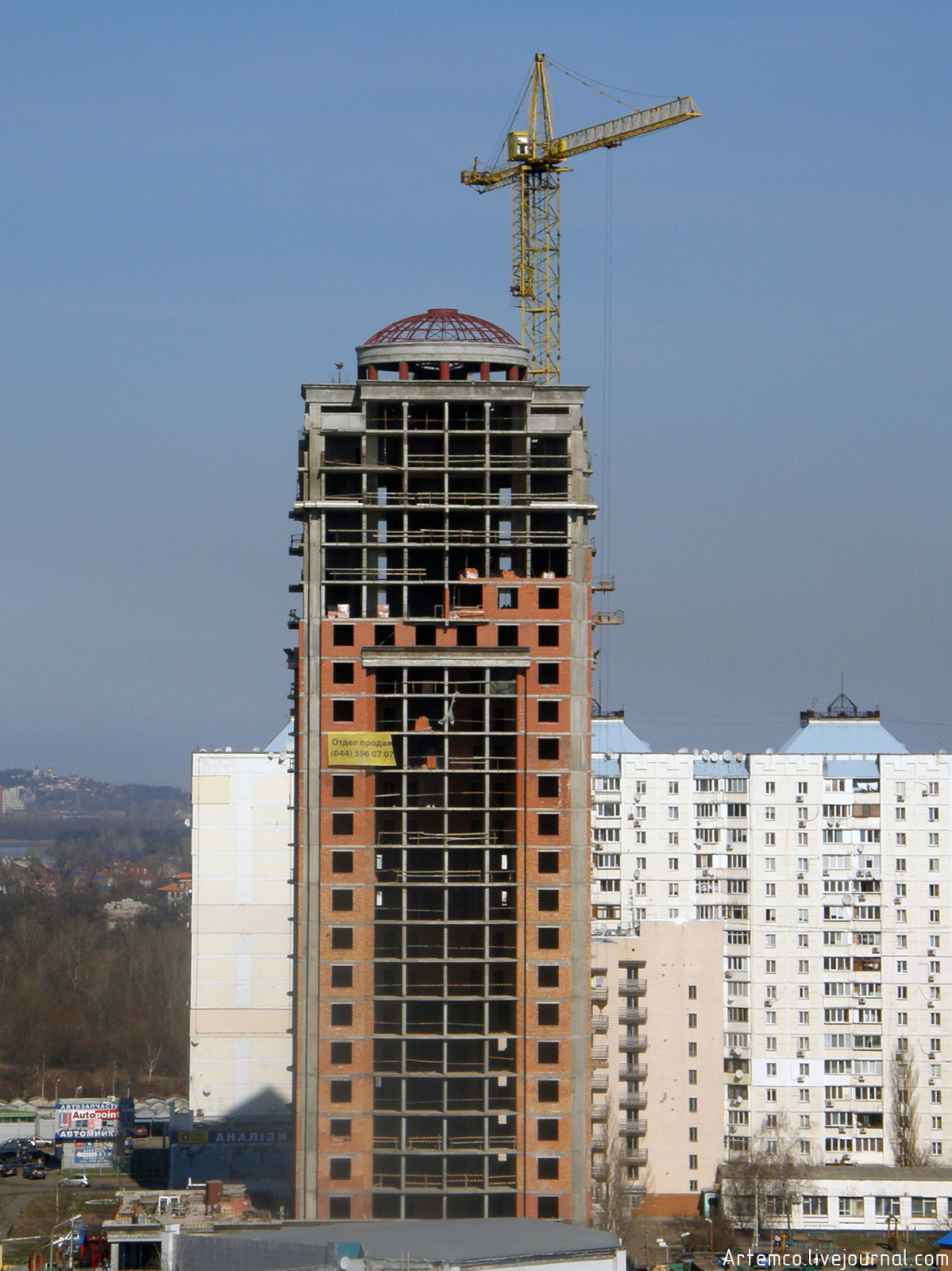
будівництво, 2014 р.
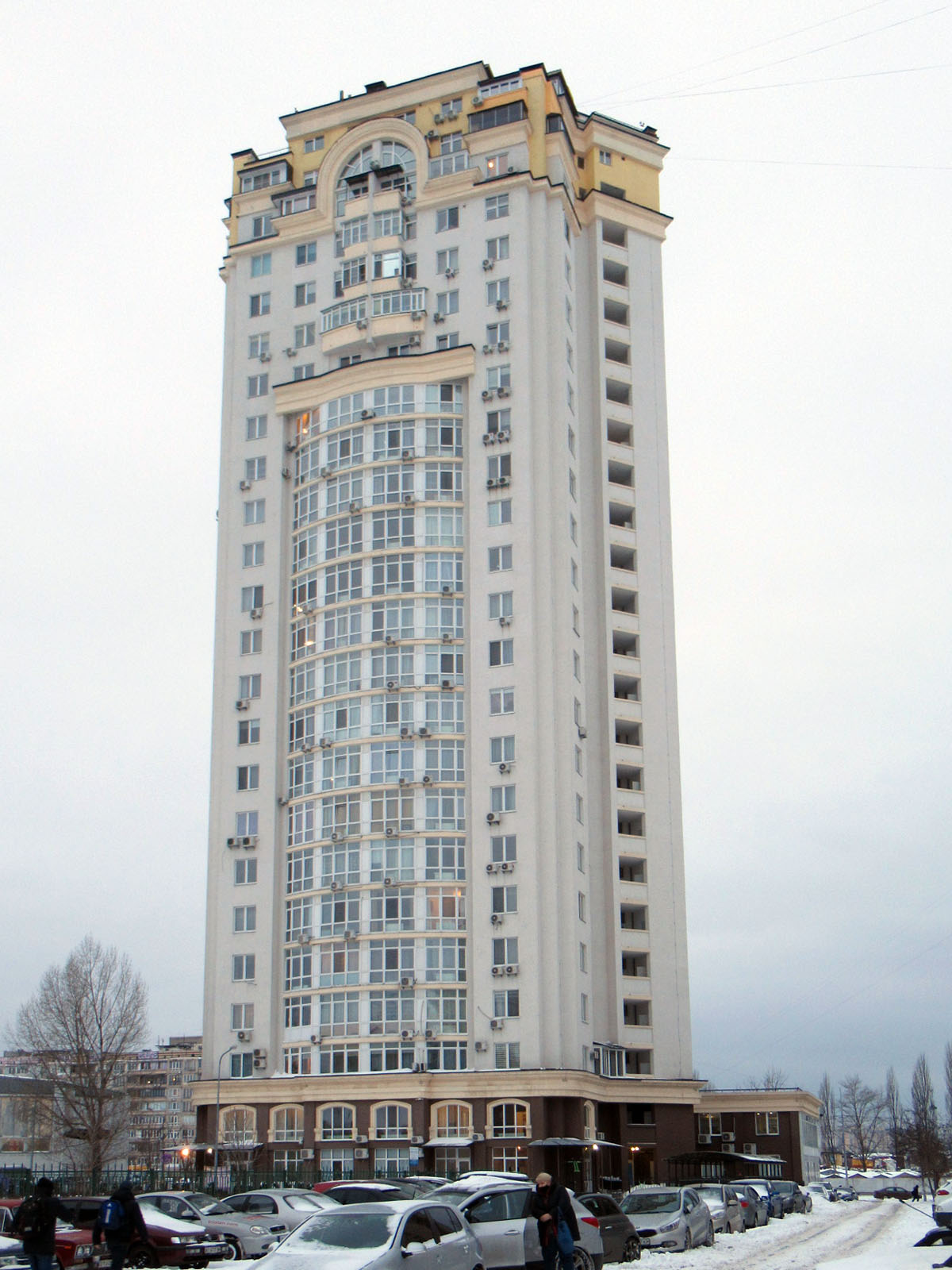
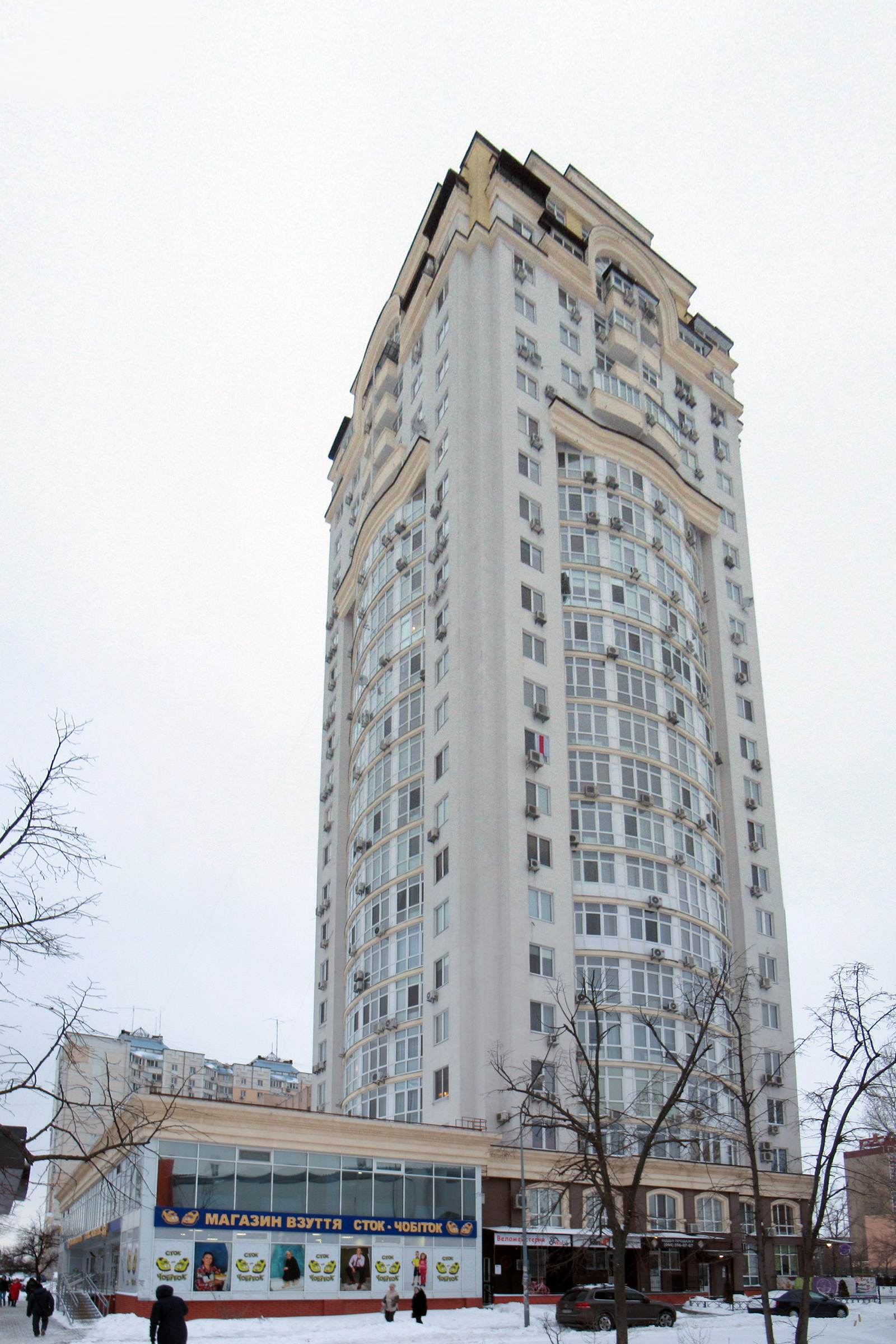